# Rho Centauri
Rho Centauri (ρ Centauri, förkortat Rho Cen, ρ Cen) som är stjärnans Bayerbeteckning, är en ensam stjärna belägen i den mellersta delen av stjärnbilden Kentauren. Den har en skenbar magnitud på 3,94 och är synlig för blotta ögat där ljusföroreningar ej förekommer. Baserat på parallaxmätning inom Hipparcosuppdraget på ca 8,6 mas, beräknas den befinna sig på ett avstånd på ca 380 ljusår (ca 120parsek) från solen.

## Egenskaper
Rho Centauri är en blå till vit stjärna i huvudserien av spektralklass B3 V. Den har en massa som är ca 6,6 gånger större än solens massa, en radie som är ca 3,8 gånger större än solens och utsänder från dess fotosfär ca 500 gånger mera energi än solen vid en effektiv temperatur på ca 16 200 K.
Rho Centauri ingår i undergruppen Lower-Centaurus Crux i stjärnhopen Scorpius-Centaurus OB, som är den närmaste sådan samling i förhållande till solen av massiva stjärnor med gemensam egenrörelse.